# Мид, Ричард, 3-й граф Клануильям
Ричард Чарльз Фрэнсис Кристиан Мид, 3-й граф Клануильям (англ. Richard Charles Francis Christian Meade, 3rd Earl of Clanwilliam; 15 августа 1795 — 7 октября 1879) — англо-ирландский политик и дипломат. Он носил титул учтивости — лорд Гилфорд с 1800 по 1805 год.

## Происхождение и образование
Родился 15 августа 1795 года в Дублине. Единственный сын Ричарда Мида, 2-го графа Клануильяма (1766—1805), и его жены, австрийской дворянки Каролины, графини фон Тун (1769—1800). Его ранние годы прошли в Вене, куда его отец переехал после серии ожесточенных ссор с собственными родителями по поводу его брака и их огромных долгов, которые лишили его того, что должно было стать большим наследством. После смерти отца Ричард был воспитан родственниками в Англии. Он получил образование в Итонском колледже в 1811 году.
3 сентября 1805 года после смерти своего отца 10-летний Ричард Мид унаследовал титулы 3-го графа Клануильяма, 3-го виконта Клануильяма, 3-го барона Гилфорда из Гилфорда в графстве Даун и 6-го баронета Мида из Баллинтаббера в графстве Корк.

## Дипломатическая и политическая карьера
Лорд Клануильям поступил на дипломатическую службу. Он присутствовал в свите лорда Каслри на Венском конгрессе в 1814 году и был его личным секретарем с января 1817 года по июль 1819 года в качестве министра иностранных дел последнего. Он был одним из первых, кто увидел вдову Каслри после его самоубийства. Именно он был во многом ответственен за решение устроить лорду Каслри официальные похороны в Вестминстерском аббатстве. Он был одним из многих свидетелей, которые позже свидетельствовали о все более странном психическом состоянии Каслри за несколько дней до его самоубийства.
Он был официально назначен заместителем государственного секретаря по иностранным делам в 1822 году, проработав на этой должности полтора года. Однако вскоре после этого он оставил эту должность и стал главой канцелярии миссии герцога Веллингтона на Конгрессе в Вероне. Лорд Клануильям служил посланником Великобритании при дворе короля Пруссии в Берлине в 1823-1827 годах. В 1826 году он был удостоен Большого креста Королевского гвельфийского ордена.
28 января 1828 года для него был создан титул барона Клануильяма из Клануильяма в графстве Типперэри (Пэрство Великобритании).
В 1834 году ему была присвоена степень доктора гражданского права в Оксфордском университете. В 1847 году ему была присвоена почетная должность капитана замка Дил, которую он занимал до своей смерти. Он умер на Белгрейв-сквер, 32, в Лондоне 7 октября 1879 года. Его документы хранятся в Национальной библиотеке Ирландии.

## Семья
3 июля 1830 года лорд Клануильям в церкви Св. Георгия, Св. Джордж-стрит, Ганновер-сквер, Лондон, женился на леди Элизабет Герберт (31 марта 1809 — 20 сентября 1858), старшей дочери Джорджа Герберта, 11-го графа Пембрука, и его второй жены Кэтрин Воронцовой. У супругов были одна дочь и четыре сына:
- Адмирал Ричард Джеймс Мид, 4-й граф Клануильям (3 октября 1832 — 4 августа 1907), старший сын и преемник отца.
- Леди Селина Кэтрин Мид (ок. 1834 — 20 ноября 1911), 1-й муж с 1854 года Гренвиль Эдвард Харткорт Вернон, 2-й муж с 1862 года Джордж Бидуэлл, 3-й муж с 1880 года Генри Артур Уильям Херви.
- Достопочтенный Сэр Роберт Генри Мид (16 декабря 1835 — 8 января 1898), заместитель государственного секретаря по делам колоний.
- Преподобный Достопочтенный Сидни Мид (29 октября 1839 — 11 февраля 1917), священник церкви Христа в Брэдфорде-на-Эйвоне с 1882 года, каноник Солсберийского собора и мировой судья Уилтшира.
- Достопочтенный Герберт Джордж Филип Мид (1842—1868).